# Leipzig-Meuselwitzer Eisenbahngesellschaft

Die Strecke der Leipzig-Meuselwitzer Eisenbahngesellschaft

Die Leipzig-Meuselwitzer Eisenbahngesellschaft war eine Eisenbahngesellschaft in Sachsen. Die einzige Bahnstrecke der Gesellschaft war die 1874 fertiggestellte Verbindung Gaschwitz–Meuselwitz. Sitz der Gesellschaft war Leipzig.

## Geschichte
1872 gründeten die Städte Zwenkau, Groitzsch, Lucka und Meuselwitz die Leipzig-Meuselwitzer Eisenbahngesellschaft, um eine Eisenbahn von Gaschwitz durch den Leipziger Südraum bis Meuselwitz zu erbauen. Am 19. April 1872 erhielt die Gesellschaft die Konzession für den Streckenbau erteilt. Die 27,83 km lange Strecke wurde am 27. September 1874 eröffnet. Hauptzweck des Bahnbaus war der Transport von Braunkohle aus den Gruben zwischen Meuselwitz und Zwenkau nach Leipzig. Der übrige Güterverkehr und die Personenbeförderung waren demgegenüber von untergeordneter Bedeutung. Den Betrieb führten die Königlich Sächsischen Staatseisenbahnen auf Rechnung der Gesellschaft aus. Zum 1. Januar 1886 wurde die Leipzig-Meuselwitzer Eisenbahngesellschaft durch den sächsischen Staat gekauft. Strecke und Fahrzeuge gingen in das Eigentum der Kgl. Sächs. Staatseisenbahnen über.

## Lokomotiven
| Lokomotiven der Leipzig-Meuselwitzer Eisenbahngesellschaft | Lokomotiven der Leipzig-Meuselwitzer Eisenbahngesellschaft | Lokomotiven der Leipzig-Meuselwitzer Eisenbahngesellschaft | Lokomotiven der Leipzig-Meuselwitzer Eisenbahngesellschaft | Lokomotiven der Leipzig-Meuselwitzer Eisenbahngesellschaft | Lokomotiven der Leipzig-Meuselwitzer Eisenbahngesellschaft | Lokomotiven der Leipzig-Meuselwitzer Eisenbahngesellschaft | Lokomotiven der Leipzig-Meuselwitzer Eisenbahngesellschaft |
| ---------------------------------------------------------- | ---------------------------------------------------------- | ---------------------------------------------------------- | ---------------------------------------------------------- | ---------------------------------------------------------- | ---------------------------------------------------------- | ---------------------------------------------------------- | ---------------------------------------------------------- |
| Bezeichnung der L.M.E.                                     | Anzahl                                                     | Hersteller                                                 | Baujahr                                                    | Achsformel                                                 | sä. Gattung (ab 1886)                                      | DR-Nr.                                                     | Bild                                                       |
| ZWENKAU bis GASCHWITZ                                      | 4                                                          | Schichau, Elbing                                           | 1873 / 1874                                                | B n2t                                                      | Sch VII T (Nr. 742–745)                                    | 98 7091                                                    |                                                            |
| CONCORDIA und DIE HARTH                                    | 2                                                          | Sächsische Maschinenfabrik, Chemnitz                       | 1883 / 1884                                                | C n2t                                                      | H V T (Nr. 746–747)                                        | 98 8251                                                    | -                                                          |